# Sven Ottke
Sven Ottke (Berlín, 3 de junio de 1967) es un deportista alemán que compitió en boxeo.
Ganó una medalla de bronce en el Campeonato Mundial de Boxeo Aficionado de 1989 y tres medallas en el Campeonato Europeo de Boxeo Aficionado entre los años 1991 y 1996.
Participó en tres Juegos Olímpicos de Verano, entre los años 1988 y 1996, ocupando el quinto lugar en Seúl 1988 y en Barcelona 1992, en el peso medio.
En marzo de 1997 disputó su primera pelea como profesional. En octubre de 1998 conquistó el título internacional de la IBF, en la categoría de peso supermediano; en marzo de 2003 ganó el título internacional de la AMB, en el peso supermediano.
En su carrera profesional tuvo en total 34 combates, con un registro de 34 victorias y 0 derrotas.

## Palmarés internacional
| Campeonato Mundial | Campeonato Mundial  | Campeonato Mundial | Campeonato Mundial |
| Año                | Lugar               | Medalla            | Categoría          |
| ------------------ | ------------------- | ------------------ | ------------------ |
| 1989               | Moscú (URSS)        | Medalla de bronce  | 75 kg              |
| Campeonato Europeo |                     |                    |                    |
| Año                | Lugar               | Medalla            | Categoría          |
| 1991               | Gotemburgo (Suecia) | Medalla de oro     | 75 kg              |
| 1993               | Bursa (Turquía)     | Medalla de bronce  | 81 kg              |
| 1996               | Vejle (Dinamarca)   | Medalla de oro     | 75 kg              |